# Région métropolitaine Carbonifère

Localisation de la région métropolitaine Carbonifère

La région métropolitaine Carbonifère (Região Metropolitana Carbonífera en portugais) fut créée en 2002 par la loi n°221 de l'État de Santa Catarina, dissoute en 2007 par la loi n°381 de l'État de Santa Catarina et recréée en 2010 par la loi n°495.
Elle regroupe sept  municípios formant une conurbation autour de Criciúma. D'autres municipalités forment l'« aire d'expansion » de la Région Métropolitaine.
Regroupant plus de 300 000 habitants, la région constitue un important pôle économique de l'État, notamment dans le domaine industriel. Du fait de l'intense exploitation du charbon tout au long du XXe siècle, la région est touchée par la pollution, tant des sols et des eaux que de l'air.
La région métropolitaine s'étend sur 1 333 km2 (2 001 km² en comptant l'aire d'expansion) pour une population totale de plus de 323 000 habitants en 2006 (près de 358 000 habitants en comptant l'aire d'expansion).

## Liste des municipalités
| Région métropolitaine | Région métropolitaine | Région métropolitaine |
| Ville                 | Population (hab.)     | Superficie (km²)      |
| --------------------- | --------------------- | --------------------- |
| Criciúma              | 188 233               | 236                   |
| Içara                 | 56 423                | 193                   |
| Forquilhinha          | 21 518                | 185                   |
| Morro da Fumaça       | 16 161                | 83                    |
| Cocal do Sul          | 15 074                | 79                    |
| Siderópolis           | 13 081                | 263                   |
| Nova Veneza           | 12 703                | 294                   |
| Total                 | 323 193               | 1 333                 |